# Ablaberoides quadrisignatus
Ablaberoides quadrisignatus är en skalbaggsart som beskrevs av Max Quedenfeldt 1884. Ablaberoides quadrisignatus ingår i släktet Ablaberoides och familjen Melolonthidae. Inga underarter finns listade i Catalogue of Life.